# قرار مجلس الأمن التابع للأمم المتحدة رقم 2057
قرار مجلس الأمن التابع للأمم المتحدة رقم 2057، المتخذ بالإجماع في 5 يوليو 2012. مدد المجلس مهمة بعثة الأمم المتحدة في جنوب السودان لسنة إضافية.

## روابط خارجية
- نص القرار في undocs.org